# Maranthes panamensis
Maranthes panamensis là một loài thực vật có hoa trong họ Cám. Loài này được (Standl.) Prance & F.White mô tả khoa học đầu tiên năm 1985.